# Under the Eiffel Tower
Under the Eiffel Tower (Brasil: Sob a Torre Eiffel ) é um filme de comédia de 2018 dirigido por Archie Borders e escrito por Borders, David Henry e Judith Godrèche. O filme é estrelado por Matt Walsh, Judith Godrèche, Reid Scott, Michaela Watkins, David Wain, Dylan Gelula, Gary Cole, e Ary Abittan. O filme estreou no Berkshire International Film Festival em 3 de junho de 2018. Foi lançado em 8 de fevereiro de 2019 pela The Orchard.

## Sinopse
O filme começa com Stuart sendo demitido por beber muito bourbon. Seu amigo convida o deprimido Stuart para se juntar à família em uma viagem a Paris. Sob a Torre Eiffel, Stuart, de 50 anos, propõe casamento a Rosalind, 25 anos. Ela fica chocada e diz não, considerando que Stuart é apenas um amigo. Muito envergonhado, Stuart decide voltar para casa.
No aeroporto, Stuart encontra Liam e lhe conta a história do que aconteceu e Liam convence Stuart a viajar com ele de trem pela França. No trem, Liam, um escocês recém-divorciado, e Stuart conhecem Louise, uma vinicultora francesa, enquanto ela está sentada no vagão do trem com Stuart e Liam. Os três partem do trem e todos jantam juntos. Liam se oferece para pagar o jantar, mas seu cartão foi recusado. Stuart desiste de seu anel de noivado para garantir a conta. Os dois homens passam a noite nos bancos do parque. Naquele dia, eles se juntam a um grupo de turismo que faz um tour pela vinícola de Louise. Os homens conhecem Gerard, de quem Louise se preocupa. Stuart prepara o jantar e os homens passam a noite na vinícola. Louise dorme com o Liam mais jovem, mas no dia seguinte passa todo o tempo com Stuart.
Stuart é um agente de vendas e liga para o chefe e pede seu emprego de volta se ele comprar a vinícola francesa. Ele também pede ao chefe que envie uma caixa de uísque para Max para que seu anel de noivado seja liberado. Os homens ficam para a festa de aniversário de Gerard, onde Stuart prepara um jantar de perna de cordeiro. Naquela noite, Louise dorme com Stuart. Todos os vêem como uma combinação perfeita. Stuart fica arrasado ao saber que Louise e Gerard estão casados. Liam é traído e realmente briga com Stuart pela garota. Louise é traída pelos esforços de Stuart para comprar o vinhedo. Gerard morre inesperadamente. Stuart voa para casa e Louise fecha a vinícola.
Stuart está infeliz e Louise não retornará nenhuma ligação. Ele pega um avião e vai atrás da mulher que ama. A venda da vinícola para o chefe de Stuart foi concluída e ele conseguiu a garota.

## Elenco
- Matt Walsh como Stuart
- Judith Godrèche como Louise
- Reid Scott como Liam
- Michaela Watkins como Tillie
- David Wain como Frank
- Dylan Gelula como Rosalind
- Gary Cole como Gerard
- Ary Abittan como Frederic